# Rooms of Revelation
A Rooms of Revelation a Dreyelands magyar progresszív metal-együttes első, 2010-ben megjelent albuma. A finn Lion Music gondozásában jelent meg. A HangSúly zenei díj szavazásán az év debütáló albuma lett.
A lemez koncept-album. A történet egy szkizofrén elmében tett utazást tár fel. A történet középpontjában egy kegyetlen sorssal megvert, reménytelen, szerelmes férfi áll, akinek az a sorsa, hogy minden nőt elveszít szerelmük első beteljesülését követően. A veszteségek fájdalmától kísértve megkezdi mentális utazását egy képzeletbeli házban, amelynek szobáiban egyre több nyomra bukkan, melyek az elveszített szerelmek eltűnésének valódi okát tárják fel. Rá kell döbbennie, hogy szerelmei kegyetlen halált haltak. Gyilkosuk pedig a férfi hasadt személyiségének másik fele. Ahogy aztán halad szobáról szobára, egyre közelebb kerül az igazsághoz és saját végzetéhez is.

## Az album dalai
|    | Cím                         | Dalszöveg                  | Zene                                                            | Hossz |
| -- | --------------------------- | -------------------------- | --------------------------------------------------------------- | ----- |
| 1. | Entering                    |                            | Gassama Omar, Horváth András Ádám, Kas Zoltán, Springer Gergely | 1:29  |
| 2. | Room 1 - Seek for Salvation | Gassama Omar               | Horváth, Springer, Nikola Mijic                                 | 5:40  |
| 3. | Room 2 - Can't Hide Away    | Gassama Omar               | Horváth, Kas, Springer, Mijic                                   | 5:45  |
| 4. | Room 3 - Pretending         | Gassama Omar               | Horváth, Mijic                                                  | 6:35  |
| 5. | Room 4 - Fragments          | Gassama Omar               | Horváth, Mijic                                                  | 6:28  |
| 6. | Room 5 - Way to You         | Gassama Omar               | Springer, Mijic                                                 | 7:38  |
| 7. | Room 6 - Blossoms of Decay  | Nikola Mijic, Gassama Omar | Kas, Mijic                                                      | 3:11  |
| 8. | Room 7 - Vain               | Tarjányi Endre             | Gassama, Horváth, Kas, Springer, Mijic                          | 8:34  |
| 9. | Room 8 - Leaving Grace      | Tarjányi                   | Horváth, Mijic                                                  | 6:23  |

## Közreműködők
- Nikola Mijic – ének
- Horváth András Ádám – gitár és háttérvokál
- Springer Gergely – basszusgitár
- Gassam Omar – dobok
- Kas Zoltán – billentyűs hangszerek

## Vendég zenészek - Testore String Quintet
- Horváth Anita - 1. hegedű (Room 5,6,7,8)
- Horváth Flóra - 2. hegedű (Room 5,6,7,8)
- Hegyaljai-Boros Zoltán - brácsa (Room 5,7,8)
- Somfai Gábor - brácsa (Room 6)
- Helecz Dániel - cselló (Room 5,6,7,8)
- Bartanyi Réka - nagybőgő (Room 5,6,7,8)

A vonós szólamokat Horváth András Ádám hangszerelte.

## Kivitelezés, produkció
- A logó, a lemezborító és a booklet dizájnja Kürtösi Péter Imre munkája.
- A zenekarról a fényképeket Valentin Szilvia és Menyhárt Péter készítette.
- A borítóban található élő felvételek a Can't Hide Away videoklipből[3] származnak.